# Spencer Jones
Spencer Keith Jones (Shawnee Mission, 14 juni 2001) is een Amerikaans basketballer die sinds 2024 als small forward uitkomt voor de Denver Nuggets.

## Carrière
Jones speelde collegebasketbal voor de Stanford Cardinals van 2019 tot 2024. Hij stelde zich in 2024 beschikbaar voor de NBA draft waarin hij door geen enkel team werd gekozen. Jones werd nadien door de Portland Trail Blazers geselecteerd voor de NBA Summer League. Op 30 juli 2024 tekende Jones een two-way contract bij de Denver Nuggets en de Grand Rapids Gold in de NBA G League. Op 1 januari 2025 maakte Jones zijn NBA-debuut in een wedstrijd van de Nuggets tegen de Atlanta Hawks. Op 3 juli 2025 tekende Jones een nieuw contract bij de Denver Nuggets.

## Statistieken
| Legenda | Legenda                | Legenda | Legenda                 | Legenda | Legenda               |
| ------- | ---------------------- | ------- | ----------------------- | ------- | --------------------- |
| WG      | Wedstrijden gespeeld   | WS      | Wedstrijden als starter | MPW     | Minuten per wedstrijd |
| FG%     | Fieldgoal-percentage   | 3P%     | Drie-punterpercentage   | VW%     | Vrije-worppercentage  |
| RPW     | Rebounds per wedstrijd | APW     | Assists per wedstrijd   | SPW     | Steals per wedstrijd  |
| BPW     | Blocks per wedstrijd   | PPW     | Punten per wedstrijd    | Vet     | Hoogste in carrière   |

### Regulier NBA-seizoen
| Seizoen  | Team           | WG | WS | MPW | FG%  | 3P% | FW%   | RPW | APW | SPW | BPW | PPW |
| -------- | -------------- | -- | -- | --- | ---- | --- | ----- | --- | --- | --- | --- | --- |
| 2024/25  | Denver Nuggets | 20 | 0  | 6,3 | 32,4 | 5,9 | 100,0 | 0,9 | 0,3 | 0,3 | 0,3 | 1,3 |
| Carrière | Carrière       | 20 | 0  | 6,3 | 32,4 | 5,9 | 100,0 | 0,9 | 0,3 | 0,3 | 0,3 | 1,3 |